# Rosinentheorie
Die Rosinentheorie ist eine Bezeichnung für die Rechtsansicht, dass in bestimmten Konstellationen Rechtsvorschriften selektiv in einer für eine Partei günstigen Weise anzuwenden sind („Rosinen rauspicken“). Die Rosinentheorie findet laut Rechtsprechung im Rahmen des § 15 Abs. 1 HGB Anwendung, was im Schrifttum auf Skepsis stößt. Ansonsten kommt sie nur selten zur Anwendung.

## Vorkommen
Die Rosinentheorie hat ihre größte Relevanz im Rahmen des § 15 Abs. 1 HGB, der hier als ihr einziger Anwendungsfall behandelt wird. Diese Vorschrift schützt den Rechtsverkehr von Kaufleuten, indem sie es demjenigen, der einer Eintragungspflicht nicht nachkommt, verwehrt, sich gegenüber einem Dritten auf die neue Rechtslage zu berufen. Solche Eintragungspflichten sind beispielsweise in § 31 Abs. 1, § 53 Abs. 1 Satz 1 und Abs. 2, § 143 Abs. 1 Satz 1 und Abs. 2 HGB geregelt. 

### Beispiel für § 15 Abs. 1 HGB
K und V sind Gesellschafter der KV OHG. Da ihr Geschäft blüht und sie zu zweit leicht überfordert sind, beschließen diese, ihren Freund F mit ins Boot zu holen. Da sie dem F nicht von Anfang an eine Gesellschafterstellung zubilligen, entscheiden sie sich dazu, dem F Prokura zu erteilen. Die Prokuraerteilung wird ins Handelsregister gemäß § 53 Abs. 1 Satz 1 HGB eingetragen. In seiner Eigenschaft als Prokurist, schließt F Verträge für die Gesellschaft ab. Nach Fehleinkäufen des F entziehen K und V dem F die Prokura. Aufgrund erheblicher Geschäftstätigkeiten unterbleibt die Eintragung der Löschung. Der enttäuschte F will daraufhin die Gesellschaft schädigen. In einem Elektrohandelsgeschäft schließt er im Namen der OHG mit E einen Kaufvertrag über fünf neue Laptops im Wert von insgesamt 5.000,- €. E verlangt nun Zahlung des Kaufpreises von K. Zu Recht?
In diesem Beispiel sieht man, welcher Sinn § 15 Abs. 1 HGB zukommt. Zum Zeitpunkt des Vertragsschlusses zwischen F und E war F tatsächlich nicht mehr Prokurist der KV OHG. Da K es unterlassen hat, die Prokuraentziehung nach § 53 Abs. 2 HGB ins Handelsregister einzutragen, kann er sich gegenüber E nicht auf die Prokuraentziehung berufen. E kann folglich darauf vertrauen, dass F Prokurist ist, da ein Erlöschen der Prokura nicht ins Handelsregister eingetragen wurde (sogenannte negative Publizität des § 15 Abs. 1 HGB) und das Vertrauen auf das Schweigen des Handelsregisters geschützt wird. Der Kaufvertrag ist somit zustande gekommen. Soweit keine Anhaltspunkte für den Untergang des Anspruchs oder dessen Durchsetzbarkeit vorliegen, muss K den Kaufpreis von  5.000,- € entrichten.

### Anwendungsfall für die Rosinentheorie
Die K & Co. OHG betreibt einen Autosalon. K und O sind Gesellschafter der OHG, sind jedoch laut dem Gesellschaftsvertrag nur gemeinschaftlich befugt, die OHG nach außen zu vertreten (§ 125 Abs. 2 HGB). Dies ist auch so im Handelsregister eingetragen. Sollte jedoch einer der beiden aus der OHG ausscheiden, wird der andere automatisch allein vertretungsbefugt. K schließt im Namen der OHG einen Kaufvertrag mit dem Autohändler A über zwei Fahrzeuge. O ist bereits aus der Gesellschaft ausgeschieden. Das Ausscheiden hatte O nicht nach § 143 Abs. 2 HGB ins Handelsregister eintragen lassen. A geht gegen O persönlich vor. Er verlangt die Kaufpreiszahlung für die beiden Fahrzeuge von O persönlich. Dies ergibt sich aus § 15 HGB.
Hier kommt die Rosinentheorie zur Anwendung. Zwischen der fiktiven Rechtslage und der tatsächlichen ist streng zu trennen. Tatsächlich ist O bereits aus der OHG ausgeschieden, sodass er für Verbindlichkeiten der OHG, die nach seinem Ausscheiden begründet worden sind, nicht mehr einstehen müsste. Die fiktive Lage hingegen (damit ist die Lage gemeint, die sich aus dem Handelsregister ergibt) besagt, dass O weiterhin Gesellschafter der OHG ist, da das Ausscheiden des O nicht ins Handelsregister eingetragen worden ist. Der Gläubiger A hat damit ein Wahlrecht, ob er die fiktive oder die tatsächliche Lage gegen sich gelten lassen will. Die Rosinentheorie behandelt das Problem, ob sich A im vorliegenden Fall bezüglich derselben Tatsache (also ob O noch Gesellschafter ist oder nicht) einmal auf die fiktive und ein anderes Mal auf die tatsächliche Lage berufen kann. Denn für A ergibt sich folgendes Problem: Lässt er die tatsächliche Lage gegen sich gelten, kann er von O nichts verlangen, da dieser ja bereits aus der OHG ausgeschieden war. Wählt er die fiktive Lage, hat A das Problem, dass K alleine nicht vertretungsbefugt war, denn nach der fiktiven Lage wäre O weiterhin Gesellschafter und K und O durften laut Handelsregister nur gemeinschaftlich die OHG nach außen vertreten, so dass der Kaufvertrag zwischen der OHG und A, mangels Vertretungsmacht des K unwirksam wäre.
Der Bundesgerichtshof entwickelte zur Lösung dieses Problems die sogenannte Rosinentheorie. Diese gibt A im vorliegenden Fall die Möglichkeit, im Rahmen des Zustandekommens des Kaufvertrages auf die tatsächliche Lage abzustellen, mit der Konsequenz, dass K im Zeitpunkt des Kaufvertragschlusses allein vertretungsbefugt war, da O ja ausgeschieden ist, und laut Sachverhalt K die OHG somit alleine vertreten durfte. Bezüglich der Inanspruchnahme des O als Gesellschafter der OHG kann A die fiktive Lage des Handelsregisters wählen. Danach ist O weiterhin Gesellschafter, da er die Austragung nach § 143 Abs. 2 HGB versäumte.

## Namensherkunft
Dadurch, dass A jeweils die günstigere Lage wählen kann, sucht er sich die Rosinen aus. Das Herauspicken der Rosinen soll das Berufen auf die jeweils günstige Lage bildlich darstellen.

## Kritik
Diese Theorie wird in der Lehre jedoch heftig kritisiert. Sie sieht in der Anwendung der Rosinentheorie einen Verstoß gegen § 242 BGB, da die Berufung  des Gläubigers auf unterschiedliche Rechtslagen ein widersprüchliches Verhalten darstelle. Der Bundesgerichtshof hingegen begründet die Anwendung der Rosinentheorie damit, dass § 15 Abs. 1 HGB niemals zu Gunsten dessen angewandt werden dürfe, der seine Pflicht zur Ein- oder Austragung ins oder aus dem Handelsregister verletzt habe. Zwar könnte das Verhalten des Gläubigers einen Verstoß gegen § 242 BGB darstellen, jedoch sei der Gläubiger schutzwürdig, denn aufgrund der Pflichtverletzung des Kaufmanns, der aus der OHG ausgeschieden sei, käme es überhaupt zu diesem Verstoß. Der (notwendige) Verstoß des Gläubigers gegen § 242 BGB sei auf die Pflichtverletzung des Kaufmanns zurückzuführen und diesem sozusagen zuzurechnen. Deshalb dürfe die Pflichtverletzung des Kaufmanns keinesfalls zu seiner Entlastung führen. Mithin könne nach dieser Rechtsprechung A den O (im obigen Beispielsfall) persönlich in Anspruch nehmen.